# 2008 у кіно

## Нагороди

### Золотий глобус
65-та церемонія вручення премії Голлівудської асоціації іноземної преси відбулася 13 січня 2008 року.
- Найкращий фільм (драма): Спокута
- Найкращий фільм (комедія або мюзикл): Свіні Тодд
- Найкращий режисер: Джуліан Шнабель (Скафандр і метелик)
- Найкраща акторка (драма): Джулі Крісті (Далеко від неї)
- Найкраща акторка (комедія чи мюзикл): Маріон Котіяр (Життя у рожевому кольорі)
- Найкращий актор (драма): Деніел Дей-Льюіс (Нафта)
- Найкращий актор (комедія чи мюзикл): Джонні Депп (Свіні Тодд)
- Найкраща акторка другого плану: Кейт Бланшетт (Мене там немає)
- Найкращий актор другого плану: Хав'єр Бардем (Старим тут не місце)
- Найкращий анімаційний фільм: Рататуй

### Берлінале
58 Берлінський міжнародний кінофестиваль відбувся 7-17 лютого 2008 року. Головою журі був грецький та французький кінорежисер Коста-Гаврас. Гран-прі і премію Золотий ведмідь отримав бразильський режисер Жозе Паділья за фільм Елітна бригада (Tropa de elite).

### Оскар
80-та церемонія вручення премії Американської академії кіномистецтва відбулася 24 лютого 2008 року в Лос-Анджелесі в театрі Кодак. 
- Найкращий фільм: Старим тут не місце
- Найкращий режисер: Брати Коен (Старим тут не місце)
- Найкраща акторка: Маріон Котіяр (Життя у рожевому кольорі)
- Найкращий актор: Деніел Дей-Льюїс (Нафта)
- Найкраща акторка другого плану: Тільда Свінтон (Майкл Клейтон)
- Найкращий актор другого плану: Хав'єр Бардем (Старим тут не місце)
- Найкращий анімаційний повнометражний фільм: Рататуй

## Топ 10 Найкасовіших фільмів року
| Місце | Назва                                           | Студія                 | Світові касові збори, $ |
| ----- | ----------------------------------------------- | ---------------------- | ----------------------- |
| 1     | Темний лицар                                    | Warner Bros.           | 1 001 921 825           |
| 2     | Індіана Джонс і Королівство кришталевого черепа | Paramount / Lucasfilm  | 786 636 033             |
| 3     | Панда Кунг-Фу                                   | Paramount / DreamWorks | 631 744 560             |
| 4     | Хенкок                                          | Columbia               | 624 386 746             |
| 5     | Мамма Міа!                                      | Universal              | 609 827 661             |
| 6     | Мадагаскар 2: Втеча до Африки                   | Paramount / DreamWorks | 603 900 309             |
| 7     | Квант милосердя                                 | MGM / Columbia         | 586 090 727             |
| 8     | Залізна Людина                                  | Paramount / Marvel     | 585 133 287             |
| 9     | ВОЛЛ·І                                          | Disney / Pixar         | 534 767 889             |
| 10    | Хроніки Нарнії: Принц Каспіан                   | Disney / Walden        | 419 651 413             |

## Фільми

### Світові прем'єри українського кіно
- Las Meninas
- Альпініст
- Владика Андрей
- Ворог номер один
- Ілюзія страху
- Кастинг
- Маленьке життя
- Пригоди бравого вояка Швейка
- Прикольна казка
- Райські птахи
- Сафо. Кохання без меж
- Тринадцять місяців

### Фільми, що демонструвалися в Україні

#### Січень
- Чужі проти Хижака: Реквієм 10 січня [2]
- Рембо 4 24 січня [3]
- Монстро 24 січня[4]
- Війна Чарлі Вілсона 24 січня[5]
- Найкращий фільм 24 січня (без україномовного дубляжу)

#### Лютий
- P.S. Я кохаю тебе 14 лютого [6]
- Блондинка з амбіціями 14 лютого без україномовного перекладу [7]
- Астерікс на Олімпійських іграх 21 лютого[8]
- Телепорт 21 лютого[9]
- Точка обстрілу 21 лютого[10]
- Красуня і страховисько 28 лютого[11]
- Ще одна з роду Болейн [12]

#### Березень
- Сафо 5 березня [13]
- Територія незайманості 13 березня [14]
- Хроніки Спайдервіка[en] 13 березня [15]
- Хортон 13 березня [16]
- 27 весіль 20 березня [17]
- 10 000 років до н.е. 20 березня[18]
- Індиго, 26 березня [19]
- Старим тут не місце 27 березня[20]
- Супергеройське кіно 28 березня[21]

#### Квітень
- Суінні Тодд: демон-перукар з Фліт Стріт 3 квітня [22]
- Я — легенда 3 квітня [23]
- Кохання поза правилами 3 квітня [24]
- Кохання під час холери 10 квітня [25]
- Крок вперед 2: вулиці 10 квітня [26]
- Золото дурнів 17 квітня [27]
- Руїни 17 квітня [28]
- Список останніх бажань 24 квітня [29]
- Список контактів 24 квітня [30]
- В прольоті 24 квітня [31]
- Ніколи не здавайся 25 квітня [32]
- Залізна людина30 квітня [33]

#### Травень
- Як відбити наречену 1 травня [34]
- Острів Нім 6 травня [35]

#### Грудень
- Ларго Вінч: Початок

## Померли
- 3 січня: Олександр Абдулов, радянський і російський актор театру і кіно.
- 5 січня: Едвард Клосинський, польський кінооператор (нар. 1943).
- 6 січня: Тарабаринов Леонід Семенович, український драматичний актор театру та кіно.
- 10 січня: Майла Нурмі, фінсько-американська акторка.
- 15 січня: Бред Ренфро, американський актор.
- 19 січня: Сюзанн Плешетт, американська акторка.
- 21 січня: Пазенко Анатолій Федорович, український актор.
- 22 січня: Хіт Леджер, американський актор.

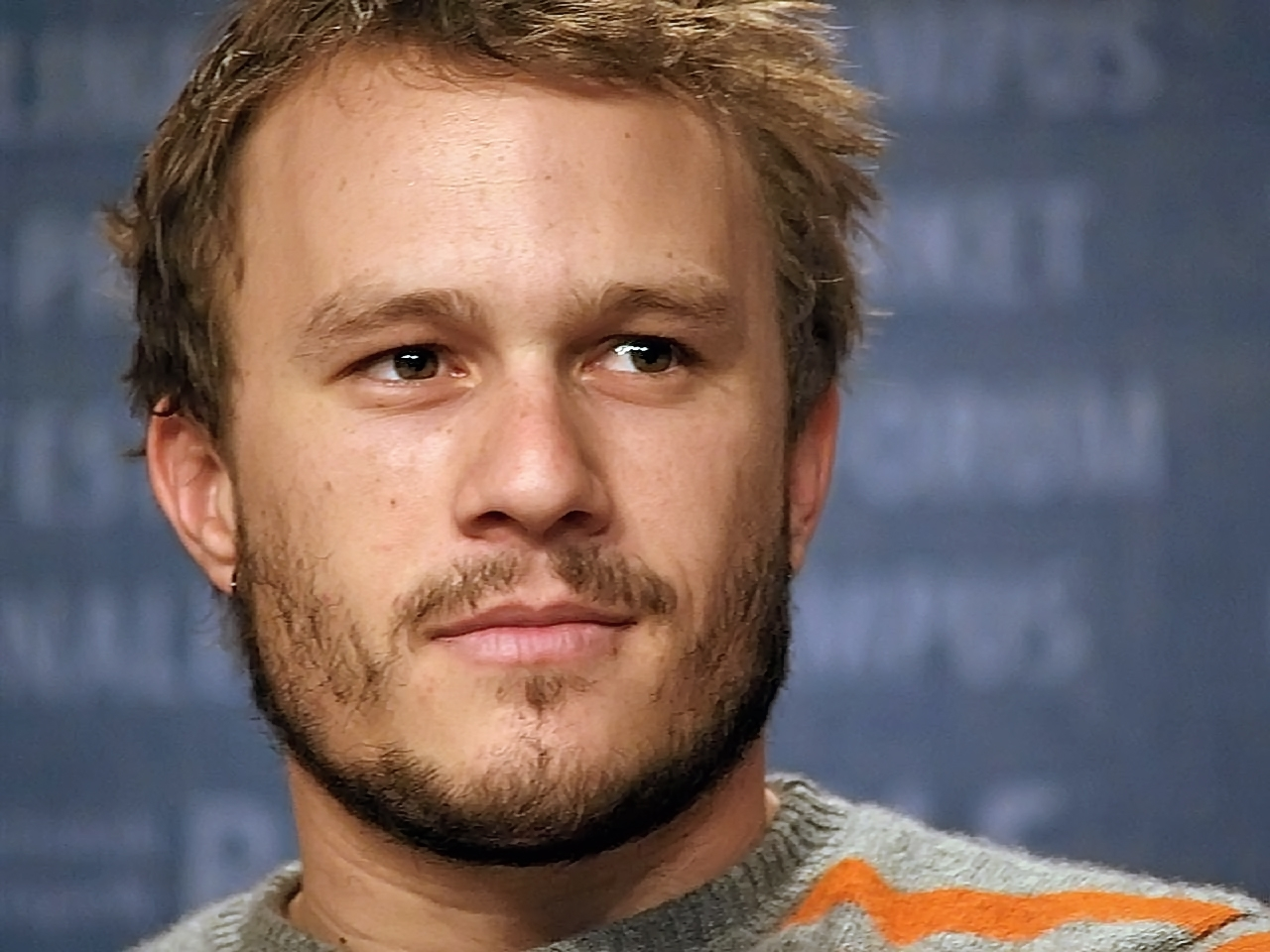
Хіт Леджер (1979—2008)

- 26 січня: Дмитрієв Ігор Борисович, російський актор.
- 4 лютого: Борис Небієрідзе, радянський і український кінорежисер, сценарист, актор.
- 10 лютого: Рой Шайдер, американський актор.
- 13 лютого: Ітікава Кон, японський кінорежисер, сценарист і продюсер (нар. 1915).
- 16 лютого: Хмельницький Борис Олексійович, російський радянський актор театру і кіно (нар. 1940).
- 25 лютого: Трошин Володимир Костянтинович, радянський і російський співак, актор театру і кіно.
- 29 лютого: Кефчіян Фелікс Артаваздович, радянський і російський кіно- та телеоператор[1] вірменського походження.
- 18 березня: Ентоні Мінгелла, британський кінорежисер, сценарист, драматург і актор.
- 19 березня: Пол Скофілд, англійський актор.
- 24 березня: Річард Уідмарк[en], американський актор.
- 31 березня: Жуль Дассен, американський кінорежисер і актор.
- 5 квітня: Чарлтон Хестон, американський актор.
- 8 квітня: Рум'янцева Надія Василівна, радянська і російська актриса театру і кіно.
- 13 квітня: Пугачова Валентина Іванівна, радянська і російська кіноактриса.
- 19 квітня: Ферапонтов Володимир Петрович, радянський і російський актор театру та кіно, актор озвучування.
- 10 травня: Сморчков Борис Федорович, радянський і російський актор театру і кіно.
- 24 травня: Тано Чимароза, італійський актор, режисер, сценарист.
- 26 травня: Сідні Поллак, американський кінорежисер, продюсер і актор.
- 1 червня: Василькова Зоя Миколаївна, радянська і російська акторка театру і кіно.
- 2 червня: Мел Феррер, американський актор, кінорежисер і продюсер.
- 15 червня: Стен Вінстон[en], американський майстер технічних і візуальних спецефектів.
- 17 червня:
  - Сід Черісс, американська акторка і танцівниця.
  - Жан Деланнуа, французький актор, кінорежисер, сценарист.
- 22 червня:
  - Джордж Карлін, американський комік, актор, письменник.
  - Кринкін Геннадій Якович, радянський і російський артист театру і кіно.
- 24 червня: Казанська Алла Олександрівна, радянська і російська актриса театру і кіно, театральний педагог.
- 29 червня: Дон С. Давіс, американський актор і художник.
- 4 липня: Евелін Кейс, американська акторка.
- 6 липня: Нонна Мордюкова, радянська і російська акторка.
- 8 липня: Венчислав Глинський, польський актор театру, кіно, радіо і кабаре.
- 22 липня: Естель Гетті[en], американська акторка.
- 25 липня: Михайло Пуговкін, радянський та російський актор театру і кіно.
- 27 липня: Юсеф Шахін, єгипетський режисер, сценарист і продюсер.
- 5 серпня: Альошнікова Ліліана Лазарівна, радянська і російська актриса театру і кіно.
- 9 серпня: Берні Мак, американський актор.
- 10 серпня: Айзек Хейз, американський вокаліст, композитор, автор пісень і актор.
- 19 серпня: Альгімантас Масюліс, литовський актор
- 26 серпня: Крамар Михайло Полікарпович, український актор театру і кіно.
- 6 вересня: Аніта Пейдж, американська акторка.
- 26 вересня: Пол Ньюман, американський актор і режисер.
- 11 жовтня: Вія Артмане, радянська латиська акторка театру і кіно (нар. 1929).
- 13 жовтня: Ґійом Депардьє, французький актор.
- 20 жовтня: Шерстобитов Євген Фірсович, радянський, російський та український кінорежисер, сценарист.
- 4 листопада: Майкл Крайтон, американський письменник, продюсер, режисер, сценарист.
- 2 грудня: Крупник Семен Самійлович, радянський і український актор театру і кіно.
- 5 грудня: Ніна Фох[en], американська акторка голландського походження.
- 8 грудня: Володимир Артеменко, український режисер і актор.
- 12 грудня: Ван Джонсон[en], американський актор.
- 18 грудня: Маджел Баррет[en], американська акторка і продюсер.
- 20 грудня: Роберт Муліган, американський режисер.
- 25 грудня:
  - Енн Севедж, американська акторка.
  - Ерта Кітт, американська співачка, акторка.

## Боротьба за і проти україномовного дублювання в кінотеатрах
24 грудня 2007 року Конституційний суд України оприлюднив офіційне тлумачення положень частини другої статті 14 Закону України „Про кінематографію“ (справа про розповсюдження іноземних фільмів) в форматі DOC[недоступне посилання з грудня 2018]. Згідно з ним, 
в аспекті конституційного подання положення частини другої статті 14 Закону України „Про кінематографію“ „іноземні фільми перед розповсюдженням в Україні в обов’язковому порядку повинні бути дубльовані або озвучені чи субтитровані державною мовою…“ необхідно розуміти так, що іноземні фільми не підлягають розповсюдженню та демонструванню в Україні, якщо вони не дубльовані або не озвучені чи не субтитровані державною мовою, а центральний орган виконавчої влади у галузі кінематографії не має права надавати суб’єктам кінематографії право на розповсюдження і демонстрування таких фільмів та видавати відповідне державне посвідчення. 
Це рішення викликало спротив частини власників кінозалів та частини кінопрокатників. 